# Discosoma fungiforme
Discosoma fungiforme is een Corallimorphariasoort uit de familie van de Discosomatidae. De wetenschappelijke naam van de soort is voor het eerst geldig gepubliceerd in 1869 door Verrill.